# شريف مرزوقي
شريف مرزوقي فنان تشكيلي جزائري من مواليد 2 فيفري 1951 بقرية منعة مدينة باتنة، تحصل على العديد من الجوائز. توفي سنة 1991.